# Laaer Straße
Die Laaer Straße B 6 ist eine Landesstraße B und ehemalige Bundesstraße in Niederösterreich. Sie führt auf einer Länge von 44 Kilometern von Korneuburg über Ernstbrunn nach Hanfthal bei Laa an der Thaya. In Verbindung mit der Wiener Außenring Schnellstraße stellt sie eine wichtige Verbindung zwischen Wien und dem Weinviertel dar.

## Geschichte
Die Straße von Korneuburg bis Laa wurde 1842 fertiggestellt. Sie verband das Weinviertel mit dem Bahnhof in Korneuburg und der Hauptstadt Wien. Obwohl diese Straße eine hohe wirtschaftliche Bedeutung für die angrenzenden Gemeinden besaß, gelang es dem Weinviertler k.k. nö. Regierungsrat und Kreishauptmann Gregor Mayerhofer in Korneuburg nur mit großer Mühe, den Gemeinden eine finanzielle Beteiligung an den Baukosten abzuringen. Seit dem 16. November 1842 musste an den Mautstationen in Laa, Eichenbrunn und Wetzleinsdorf die landesübliche Mautgebühr entrichtet werden.
„Die Wichtigkeit dieser neuen Straße, deren Gemeinnützigkeit noch durch das Zusammentreffen mit dem in Korneuburg befindlichen Bahnhofe der Wiener Eisenbahn, und mit den vor Wien zu Floridsdorf sich vereinigenden Straßen nach Brünn und Schloßhof gewinnt, hat bereits die höhere Anerkennung erhalten.“

LKW-Fahrverbot in Tresdorf.

Die Straße „von der Wien–Stockerauer Straße nächst Korneuburg über Wetzleinsdorf, Niederleis, Gaubitsch nach Laa“ gehört zu den 17 Straßen, die 1866 zu niederösterreichischen Landesstraßen erklärt wurden.
Nach dem Anschluss Österreichs wurde diese Straße im Zuge der Vereinheitlichung des Straßensystems am 1. April 1940 in eine Landstraße I. Ordnung umgewandelt, die als L.I.O. 20 bezeichnet wurde und in Mährisch Kromau (Moravský Krumlov) endete.
Die Laaer Straße gehörte ab dem 1. Jänner 1951 zum Netz der Bundesstraßen in Österreich. 2002 erfolgte die Übertragung in die Landesverwaltung.
Mit der Verkehrsfreigabe der Wiener Außenring Schnellstraße (S 1) am 31. Jänner 2010 trat auf der Laaer Straße in Fahrtrichtung Laa an der Thaya ein LKW-Durchfahrtsverbot ab 3,5 t mit der Zusatztafel „ausgenommen Fahrten mit dem Fahrziel westlich der A 5 und der B 46“ in Kraft. In der Fahrtrichtung Korneuburg gibt es kein LKW-Durchfahrtsverbot. Dadurch soll verhindert werden, dass mautflüchtige LKWs die Laaer Straße zur Umgehung der Maut benützen. Bereits einige Wochen nach der Verkehrsfreigabe der S 1 und A 5 wurde festgestellt, dass das verhängte LKW-Durchfahrtsverbot zahnlos ist, da die B 6 massiv von mautflüchtigen LKW genutzt wird. Seitens der Bezirkshauptmannschaft Korneuburg wurde verlautbart, dass weitere Maßnahmen evaluiert werden.
Im Juni 2021 erfolgte der Baubeginn der Umfahrung Harmannsdorf und Tresdorf. Am 20. September 2024 wurde die Umfahrung für den Verkehr freigegeben.

## Verkehrsaufkommen

Verkehrsanstieg 2013–2019

Der Verkehr auf der Laaer Straße weist eine dynamische Steigerung auf und nimmt Richtung Korneuburg stetig zu. Eine automatische Dauerzählstelle des Landes Niederösterreich erfasst seit 1998 das Verkehrsaufkommen an der Landesstraße. Die Dauerzählstelle befand sich von 1998 bis September 2007 bei km 3,1 und wurde aufgrund der Errichtung einer Tankstelle auf km 3,65 übersiedelt wo sie seit 18. November 2009 den Verkehr erfasst.
Das durchschnittliche tägliche Verkehrsaufkommen an einem Werktag erreichte im Jahr 1998 6848 Kfz/24 h, im Jahr 2021 bereits 10.171 Kfz/24h. Der Anteil an LKW beträgt circa 8 % und lag 2021 bei durchschnittlich 850 LKW pro Tag. Im Oktober 2021 wurden erstmals seit der Verkehrsaufzeichnung durchschnittlich über 1.000 LKW pro Tag erfasst.
In den Ortschaften Tresdorf und Rückersdorf-Harmannsdorf war das Verkehrsaufkommen durch zusätzliche Fahrten innerhalb der Ortschaften und zu anderen Landesstraßen bis zur Verkehrsfreigabe der Umfahrung Harmannsdorf-Tresdorf noch höher, so dass bereits weit über 10.000 Fahrzeuge pro Werktag zu verzeichnen waren.

## Ausbau (Chronologie, Auswahl)

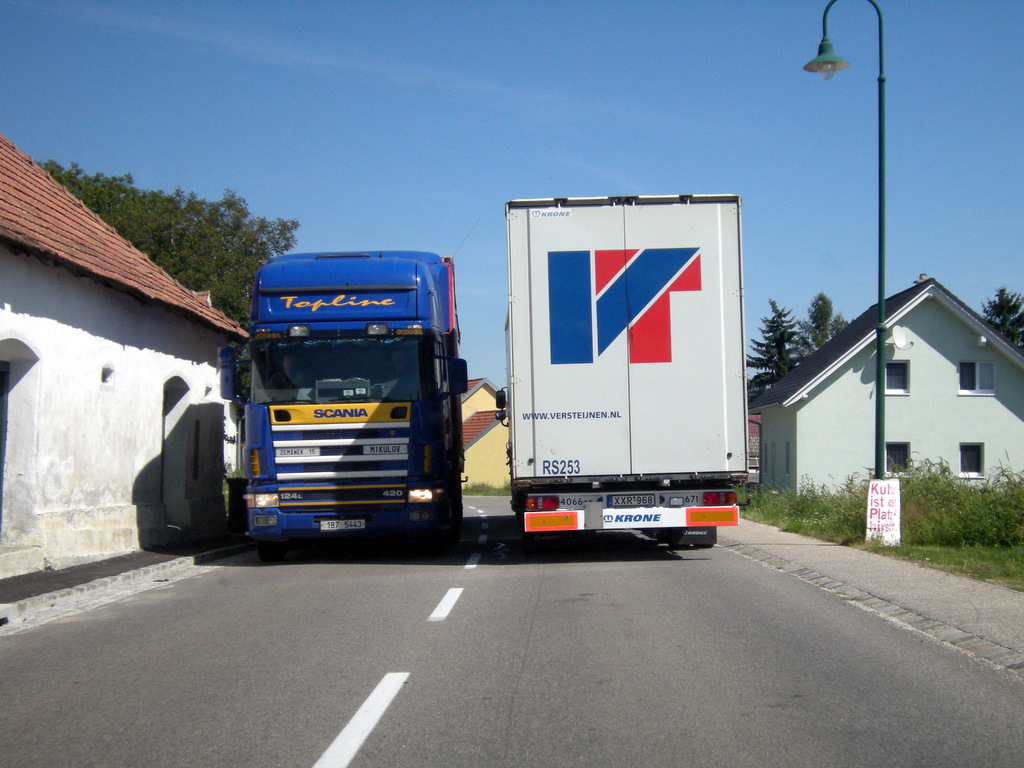
Zwei von täglich über 850 LKW auf der B 6 in Harmannsdorf

- 1842 – Fertigstellung der Laaer Straße
- 1969 – Neue Trassierung in der nördlichen Ortseinfahrt von Rückersdorf. Um den Autoverkehr zu beschleunigen und höhere Geschwindigkeiten zu ermöglichen, wurde eine relativ enge Kurve durch eine kleinräumige Umfahrung begradigt.
- 1996 – Eröffnung Umfahrung Au.
- 5. September 1998 – Eröffnung des Kreisverkehr Abzweigung B305 (Anbindung zur ebenfalls eröffneten Anschlussstelle A22 Korneuburg-West)
- 20. September 2007 – Eröffnung Umfahrung Eichenbrunn
- 31. Jänner 2010 – Verkehrsfreigabe Anschlussstelle Korneuburg Nord zur ebenfalls eröffneten Wiener Außenring Schnellstraße
- 20. September 2024 – Verkehrsfreigabe Umfahrung Harmannsdorf-Tresdorf

Weitere Umfahrungen zur Entlastung der Ortschaften entlang der B 6 werden abhängig von der zukünftigen Verkehrsentwicklung realisiert.

### Umfahrung Harmannsdorf-Tresdorf
Die ersten Planungen für eine ortsnahe Umfahrung erfolgten 1969 im Zuge der Kommassierung. Im Laufe der Planungen zur S1 forderte die betroffene Gemeinde Stetten eine Entlastung der Landesstraße L33. Dadurch wurden die Trassierungsvarianten für die Umfahrung angepasst, um auch eine Entlastung für Stetten und Seebarn zu erreichen. Am 2. Dezember 2004 gab es einen ersten Informationsabend in Harmannsdorf-Rückersdorf. 2006 erfolgte ein Grundsatzbeschluss über die Trassenführung. Die Trasse der Umfahrung wurde 2009 per Verordnung zum Landesstraßenplanungsgebiet erklärt. Ende September 2012 wurde das Einreichprojekt fertiggestellt. Am 21. Februar 2013 erfolgte der offizielle Startschuss für den Bau der Umfahrungsstraße durch Landeshauptmann Erwin Pröll durch einen symbolischen Spatenstich.
Im Oktober 2020 begannen die Bauarbeiten am Regenrückhaltebecken Rückersdorf. Es wurde ein Damm, auf dem später die Laaer Straße verlaufen wird, angelegt sowie ein Brückenbauwerk über den Hagelgraben und ein Einlaufbauwerk errichtet.
Der tatsächliche Baubeginn im nördlichen Abschnitt der sechs Kilometer (5950 Meter) lange Umfahrung erfolgte Anfang Juni 2021 mit dem Bauabschnitt 1. Im Bauabschnitt 1 wurde nach dreimonatiger Bauzeit am 17. September 2021 der Kreisverkehr Landesstraße B6 – Landesstraße L1111 für den Verkehr freigegeben. Im Dezember 2021 wurde die nordöstlich gelegene landwirtschaftliche Güterwegbrücke über die Umfahrung, der trassenführende Damm für das Regenrückhaltebecken Rückersdorf, sowie die Brücke über den Hagelgraben und das Zulaufbauwerk für das Regenrückhaltebecken fertig gestellt. Bauabschnitt 1 wurde um 2,8 Mio. Euro durch die Firma Habau errichtet.
Anfang April 2022 wurde im Bauabschnitt 2 mit den Bauarbeiten an der landwirtschaftlichen Brücke bei der Seebarner Allee sowie zwei Brücken über den Seebarner Graben begonnen. Anfang Oktober 2022 wurde die Brücke bei der Seebarner Allee für den Verkehr freigegeben. Bauabschnitt 2 wurde durch die Firma Gebrüder Haider um 2,7 Mio. Euro errichtet.
Im September 2022 wurde mit dem Bauabschnitt 3 begonnen. Dieser letzte Bauabschnitt beinhaltet die Brückenbauten über den Donaugraben und dem Kleinrötzer Graben, zwei Eisenbahnkreuzungen, vier Bodenfilterbecken, die Verschwenkung der Landesstraße 33 Richtung Umfahrung, sowie die Trasse der B6. Bauabschnitt 3 wurde durch die Firma Porr um insgesamt 11,4 Mio. Euro errichtet. Die Verkehrsfreigabe erfolgte am 20. September 2024. Die Gesamtkosten für den Bau der Umfahrung Harmannsdorf-Rückersdorf betrugen 21,4 Mio. Euro.

## Sehenswürdigkeiten

Römerwegbrücke bei Au

- Römerwegbrücke bei Au

Die Römerwegbrücke wurde 1996 errichtet und dient Wanderern im Naturpark Leiser Berge zur Überquerung der Laaer Straße. Am 25. Februar 2008 wurde die bereits baufällige alte Holzkonstruktion gegen eine neue ausgetauscht.
- Kunstfeld Hetzmannsdorf
- Sonnenrad bei Hetzmannsdorf
- Naturpark Leiser Berge
- Oberleiser Berg